# کواچای زامبیا
کواچای زامبیا (به انگلیسی: Zambian kwacha) با کد ایزوی ZMK، یکای پول رایج در کشور زامبیا است. مسولیت کنترل این یکای پول برعهدهٔ بانک زامبیا قرار دارد.